# Boarmia gravis
Boarmia gravis är en fjärilsart som beskrevs av Turner 1947. Boarmia gravis ingår i släktet Boarmia och familjen mätare. Inga underarter finns listade i Catalogue of Life.